# WTA Tour Championships 1999
Il WTA Tour Championships 1999 è stato un torneo di tennis che si è giocato a New York negli USA dal 15 al 21 novembre su campi in sintetico indoor. È stata la 29ª edizione del torneo di fine anno di singolare, la 24a del torneo di doppio.

## Campionesse

### Singolare
Lindsay Davenport ha battuto in finale  Martina Hingis con il punteggio di 6–4, 6–2

### Doppio
Martina Hingis /  Anna Kurnikova hanno battuto in finale  Arantxa Sánchez Vicario /  Larisa Neiland con il punteggio di 6–4, 6–4